# Michał Klimecki
Michał Klimecki (ur. 1952) – polski historyk, prof. dr hab.
Specjalizuje się w historii Polski i powszechnej XX wieku oraz najnowszej historii wojskowości. Pełni funkcję kierownika Katedry Bezpieczeństwa Wewnętrznego i Międzynarodowego na Wydziale Politologii i Studiów Międzynarodowych Uniwersytetu Mikołaja Kopernika w Toruniu.

## Ważniejsze publikacje
- Legiony Polskie (1990, wraz z Władysławem Klimczakiem)
- Gorlice 1915 (Historyczne bitwy, 1991)
- Łowczówek 1914. Bitwa Legionów Polskich na drodze do niepodległości (1993)
- Polskie formacje zbrojne w I [pierwszej] wojnie światowej (1994)
- Legiony to...: szkice z dziejów Legionów Polskich (1998, wraz z Krzysztofem Filipowem)
- Lwów 1918-1919 (Historyczne bitwy, 1998)
- Czortków 1919 (Historyczne bitwy, 2000)
- Polsko-ukraińska wojna o Lwów i Galicję Wschodnią 1918-1919 (2000)
- Galicja Wschodnia 1920 (Historyczne bitwy, 2005)
- Galicyjska Socjalistyczna Republika Rad: okupacja Małopolski (Galicji) Wschodniej przez Armię Czerwoną w 1920 roku (2006)
- Krym 1854-1855 (Historyczne bitwy, 2006)
- Pekin-Szanghaj-Nankin 1937-1945 (Historyczne bitwy, 2008)
- Lwów 1918-1919 (2011)
- Wojna polsko-ukraińska: Lwów i Galicja Wschodnia 1918-1919 (2014)
- Krym, Donieck, Ługańsk 2014–2015 (Historyczne bitwy, 2021)
- w książce Dzieje Ukrainy Leszka Podhorodeckiego część końcowa – Ukraina i Ukraińcy w latach 1914–2022 (2022)